# Diplothorax coronatus
Diplothorax coronatus là một loài bọ cánh cứng trong họ Cerambycidae.